# Don John of Austria
Personnages
- Don Juan d'Autriche (ténor)
- Donna Agnes (soprano)
- Philippe II d'Espagne (baryton)
- Don Quexada (baryton-basse)
- Dorothée (mezzo-soprano)
- Chœur

Don John of Austria est un ballad opera en trois actes d'Isaac Nathan (1790-1864), sur un livret de Jacob Levi Montefiore (en) (1819-1885). 
Créé en 1847 à Sydney, c'est le premier opéra qui ait été écrit, composé et produit en Australie.
L'intrigue est fondée sur une pièce de Casimir Delavigne, Don Juan d'Autriche (1835).

## Historique de la pièce
La première a lieu le 3 mai 1847 au Royal Victoria Theatre (en) de Sydney (détruit par le feu en 1880) et est suivie de cinq représentations.
Il a depuis lors été joué deux fois à Spitalfields (Londres), les 12 et 14 septembre 1997, par le Spitalfields Market Opera accompagné du Chelsea Opera Group et dirigé par Alexander Briger (en) ; et deux représentations les 18 et 20 octobre 2007 – en deux actes – au City Recital Hall de Sydney, de nouveau dirigées par Alexander Briger.
L'orchestration originale d'Isaac Nathan a été perdue. C'est un de ses descendants, le chef d'orchestre Charles Mackerras, qui a créé la nouvelle. Alexander Briger est le neveu de Mackerras.

## L'intrigue

### Caractéristiques
Don John of Austria est l'histoire d'une rivalité amoureuse entre le roi Philippe II d'Espagne et son demi-frère Don Juan d'Autriche.
Le livret suit assez fidèlement la pièce de Casimir Delavigne (1835), mis à part l'ajout d'une scène, vers la fin, dans laquelle Agnès, seule sur scène, chante « They tell us that a home of light there is, where praying seraphs glow ».
L'intrigue est par certains aspects une inversion de l'opéra La Juive de Fromental Halévy (livret d'Eugène Scribe). Dans celui-ci, l'amant, un chrétien de bonne naissance, ne peut avoir de liaison avec sa bien-aimée, car elle est juive. Il est révélé ultérieurement qu'elle est chrétienne, mais l'histoire se termine tout de même en drame. Dans Don John of Austria, en revanche, il s'avère que c'est le chrétien bien-né qui a en fait des racines juives[pas clair], et l'opéra se termine dans la liesse.

### Arrière-plan historique
L'intrigue se déroule après l'abdication de Charles Quint (1500-1558) de la couronne d'Espagne (janvier 1556), entre son retrait au monastère de Yuste en Estrémadure (3 février 1557) et sa mort (21 septembre 1558).
L'Espagne de cette époque est touchée par une obsession de la limpieza de sangre, la « propreté du sang », touchant les chrétiens ayant des ascendances juives réelles (nuevos cristianos, « nouveaux chrétiens ») ou supposées, notamment nombre de nobles.
Don Juan (1547-1578) est un fils que Charles Quint a eu d'une liaison avec une Allemande de Ratisbonne, Barbara Blomberg, bien après Philippe (1527-1598), fils d'Isabelle de Portugal (1503-1539). Il est donc né alors que Charles était veuf, non remarié.

### Personnages et rôles
- Don Juan d'Autriche, enfant naturel légitimé de Charles Quint (ténor)
- Donna Agnès, secrètement juive, aussi connue sous le nom de Miriam, maîtresse de don Juan (soprano)
- Philippe II d'Espagne, le roi, fils légitime de Charles Quint, alias le comte de Santa Fiore, lui aussi amoureux d'Agnès (baryton)
- Don Quexada, ancien Premier ministre (baryton-basse)
- Dorothée, servante de Donna Agnès (mezzo-soprano)
- Chœur
  - « Frère Charles », anciennement Charles Quint (empereur et roi d'Espagne), père de Philippe II
  - Don Ruy de Gomes, premier ministre de Philippe II
  - Domingo, serviteur de don Quexada
  - Antonio, serviteur de frère Charles
  - Jérôme, serviteur de Don Quexada
  - Don Ferdinand de Valdes, Grand Inquisiteur
  - Seigneurs, officiers, alguazils, moines, etc.